# Преобладание (Канада)
В канадском конституционном праве теория преоблада́ния устанавливает, что в случае противоречия между имеющими силу провинциальным и федеральным законами преобладает федеральный закон, а провинциальный становится недействительным в той мере, в какой он противоречит федеральному закону. Эта модель преобладания известна также как «федеральное преобладание».
Ранее теория толковалась очень строго. В случае какого-либо пересечения федерального или провинциального законов, федеральный закон всегда преобладал, а провинциальный полностью терял законную силу даже в той части, где противоречия не было. Со временем суды и учёные стали применять теорию лишь тогда, когда исполнение одного закона непременно вело к нарушению другого. Это толкование было применено Верховным судом Канады в решении по делу Смит против Королевы. Суд постановил, что для применения теории преобладания между законами должна быть «практическая несовместимость».
Современное применение теории преобладания было изложено в деле Multiple Access против Маккатчона. И провинциальное, и федеральное правительства создали практически одинаковые законы о покупке акций осведомлённым лицом. Суд постановил, что дублирование законов не связано с преобладанием, так как должен был предотвратить двойное наказание. Преобладание может применяться лишь в случаях, когда следование одному закону ведёт к нарушению другого.
Последний пример использования этой теории встречается в решении по делу Общество юристов Британской Колумбии против Мэнгата где суд выявил практическое противоречие между провинциальным Законом об обществах юристов, запрещающим кому-либо, кроме юристов, выступать перед судьёй, и Законом об иммиграции, который позволял выступать перед иммиграционным судом не только юристам.

## Препятствование намерению законодателя
В деле Ротманс, Бенсон и Хеджес против Саскачевана теория преобладания была расширена в связи с утверждением, что «принятие провинциального закона не должно препятствовать намерению федерального законодателя как лишением возможности следовать федеральному закону, так и любым другим способом».